# Eleanor Burford
Eleanor Alice Burford Hibbert, född 1 september 1906, död 8 januari 1993, var en brittisk författare av kärleksromaner och historiska romaner. 
Hon hade flera pseudonymer: Jean Plaidy, Victoria Holt, Philippa Carr m.m.
Som Plaidy var Hibbert en av de mest populära brittiska författarna av historiska romaner under 1900-talet. Hon skrev över 80 historiska romaner, under denna pseudonym, böcker som seriösa historieintresserade numera ser ned på, men som bidrog till att historiska personer och händelser lyftes fram för en bredare läsarskara.
I Sverige är hon mest känd för de kärleksromaner som hon skrev under namnet Victoria Holt.

### Jean Plaidy
Under namnet Jean Plaidy skrev hon också många romaner om historiska personer, men ingen av dem är översatt till svenska:
- Bortom de blå bergen, 1966

### Philippa Carr
Under namnet Philippa Carr (dagboksromaner av kvinnor från samma släkt, förutom Kärlekens döttrar):
- Miraklet i S:t Bruno, 1973
- Lejonets makt, 1975
- Häxan från havet, 1976
- Generalens kvinnor, 1977
- Arabella och männen, 1978
- Kärlekens döttrar, 1996

### Victoria Holt
Under namnet Victoria Holt (mestadels s.k. gotiska romantikromaner, som utspelar sig under 1800-talet):
- Guvernanten på Mellyn, 1961
- Skuggor över Kirkland, 1963
- Pendorrics brud, 1964 (samtida)
- Slottet i mina drömmar, 1965
- Menfreyas klocka, 1963
- Smaragdhjärtat, 1967
- Drottningens bekännelse: en roman om Marie-Antoinette, 1968
- Det förflutnas skugga, 1969
- Hemlig kvinna, 1970
- Lodjurets skugga, 1971
- Sjunde månens natt, 1972
- Konungarnas förbannelse, 1973
- De tusen lyktornas hus, 1974
- Ön i fjärran, 1975
- Påfågelns stolthet, 1976
- Djävulsryttaren, 1977 (franska revolutionen)
- Min fiende drottningen, 1979 (om Lettice Knollys, en historisk person från Elisabeth I:s tid)
- Tigerns språng, 1980
- Förtrollerskans mask, 1981
- Judaskyssen, 1982
- Demonälskaren, 1983
- Främlingen i skogen, 1984
- Män är inga änglar, 1985
- Paradisön, 1986
- Näktergalens hemlighet, 1987
- Vendetta, 1988
- Den indiska solfjädern, 1989
- Rosetta, 1990
- Ormens gift, 1991
- Svekets dotter, 1992
- Hemligheten på St Aubyn's, 1993
- Den svarta opalen, 1994

Flera av dessa romaner har publicerats som följetonger i veckotidningar under andra namn.